# Tempuran (Pungging)
Tempuran is een bestuurslaag in het regentschap Mojokerto van de provincie Oost-Java, Indonesië. Tempuran telt 1898 inwoners (volkstelling 2010).